# Tommy Reeve

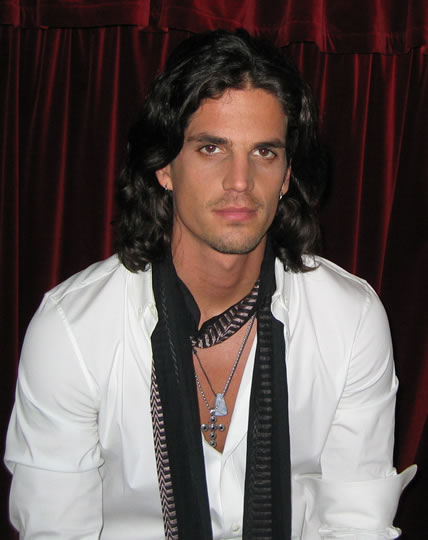
Tommy Reeve (2008)

Tommy Reeve (* 1980 in München; eigentlich Thomas Vogt) ist ein deutscher Popsänger.

## Leben
Reeve lernte im Alter von fünf Jahren Klavier zu spielen. Später kamen weitere Instrumente wie Schlagzeug, Bass und Gitarre hinzu, und als Teenager begann er, erste eigene Songs zu schreiben.
2005 begann Reeve in seinem Heimstudio mit der Arbeit an seinem Debütalbum, unter anderem zusammen mit den Produzenten Ricky Lawson, Martin Harrington und T. M. Stevens. Nach zweijähriger Arbeit erschien im Juli 2007 die Ballade I’m Sorry als Vorabsingle, die auf Anhieb den Sprung in die deutschen Charts schaffte. Im September 2007 erschien das Album On My Mind.
Am 6. März 2008 trat Reeve mit Just One Woman bei der Deutschen Vorentscheidung zum Eurovision Song Contest 2008 an. Er wurde jedoch nicht in die Endrunde des Vorentscheids gewählt. 
2010 veröffentlichte er das mit verschiedenen Produzenten und in verschiedenen Studios eingespielte Album "Ready for you".  
Sein drittes, wie er selbst sagt, "bestes und persönlichstes Album", produzierte er in München. Es erschien 2015. Die erste Singleauskopplung daraus "Reach out and grab it" wurde vorab am 11. April 2014 veröffentlicht.   

## Diskografie
Alben
- 2007: On My Mind
- 2010: Ready for You
- 2015: Interview

Singles
- 2007: I’m Sorry
- 2007: On My Mind (Tommy Reeve, Shridhar Solanki, Martin Harington)
- 2008: Just One Woman
- 2010: Come Into My Life
- 2013: Dance
- 2014: Reach out and grab it
- 2015: Josephina
- 2018: Money